# Chegaste
"Chegaste" é um dueto gravado pelo cantor brasileiro Roberto Carlos e a cantora norte-americana Jennifer Lopez. A música composta originalmente em espanhol pela cantora porto-riquenha Kany García foi gravada em português, após tradução feita por Roberto. O produtor colombiano Julio Reyes Copello realizou a produção da faixa. O lançamento do single nas plataformas digitais foi em 16 de dezembro de 2017.

## Videoclipe
O videoclipe oficial de "Chegaste" foi gravado em Los Angeles e foi lançado em 23 de dezembro de 2016, no especial de fim de ano do cantor na TV Globo. A direção do clipe foi feita por Steven Gomillion e a produção por Tyler Chick.

## Faixas e formatos
| Downalod digital / Streaming |            |         |  |
| N.º                          | Título     | Duração |  |
| 1.                           | "Chegaste" | 3:56    |  |

## Desempenho
| Tabela musical (2016)                 | Melhor posição |
| ------------------------------------- | -------------- |
| Brasil (Billboard Hot 100)            | 37             |
| Brasil (Billboard Brasil Pop Airplay) | 3              |

## Histórico de lançamento
| País  | Data                   | Formato(s)                 | Gravadora              | Ref.   |
| ----- | ---------------------- | -------------------------- | ---------------------- | ------ |
| Mundo | 16 de dezembro de 2016 | Download digital streaming | Nuyorican / Sony Latin | [ 10 ] |